# Tabebuia rosea

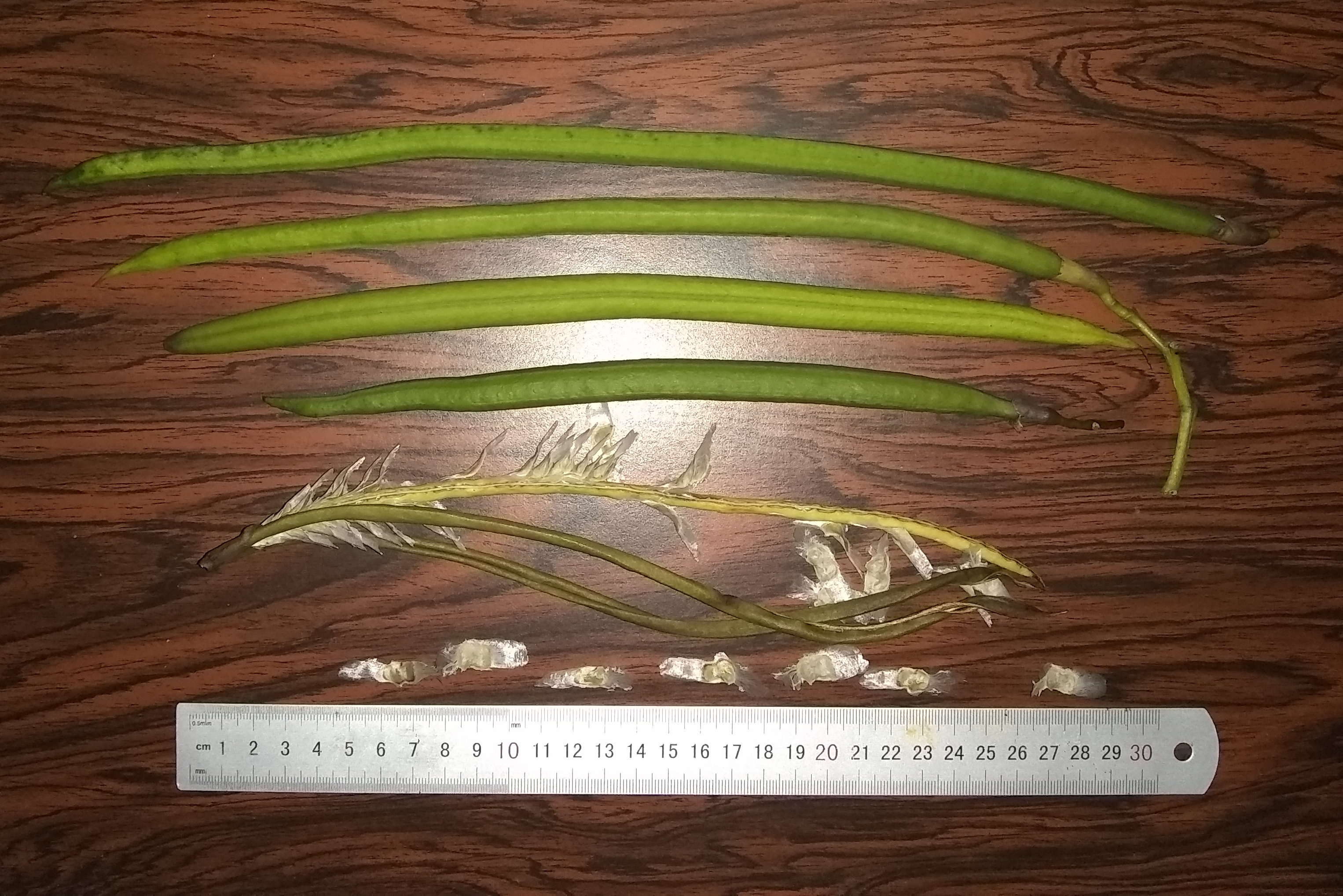
Vainas y semillas

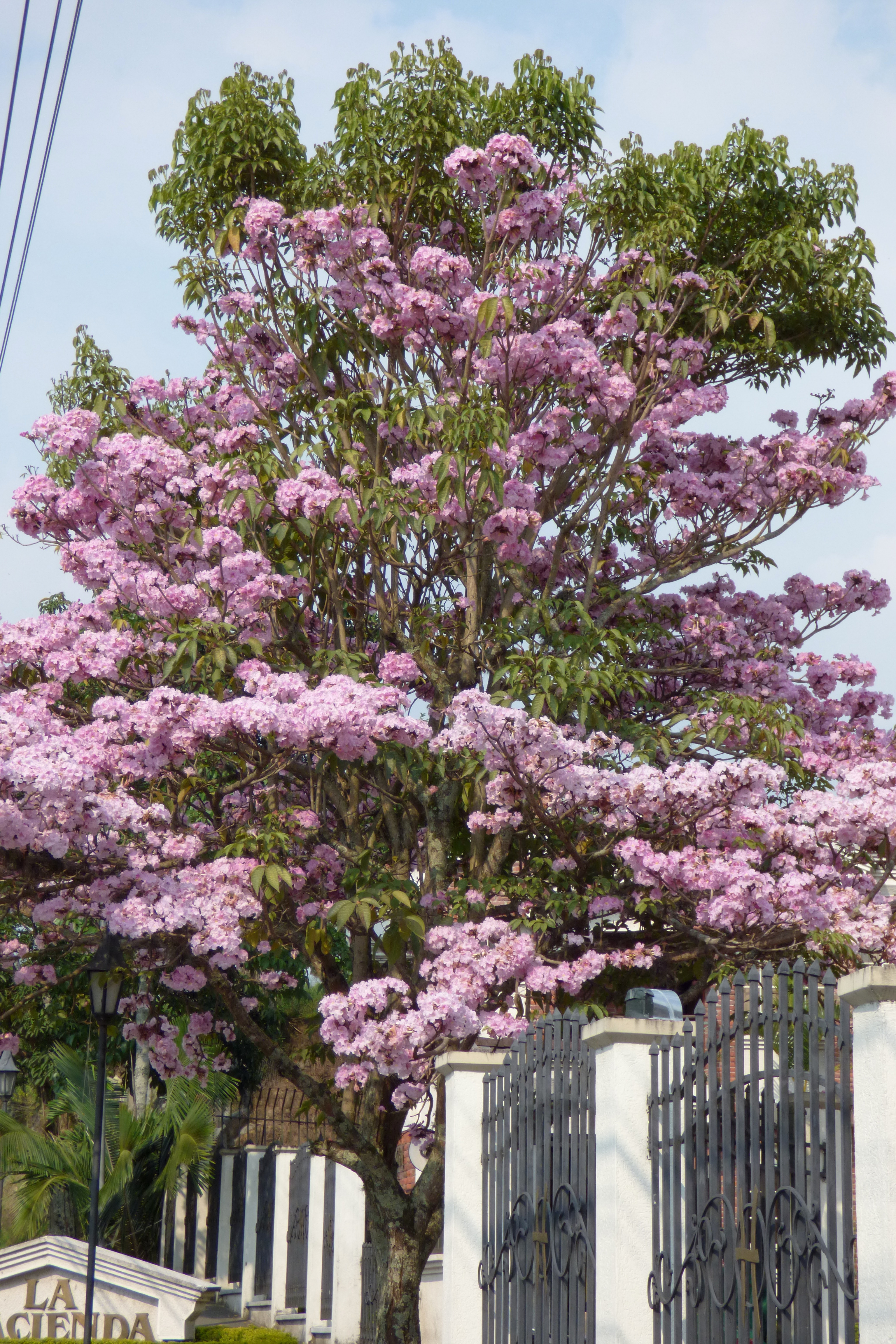
Ejemplar en flor

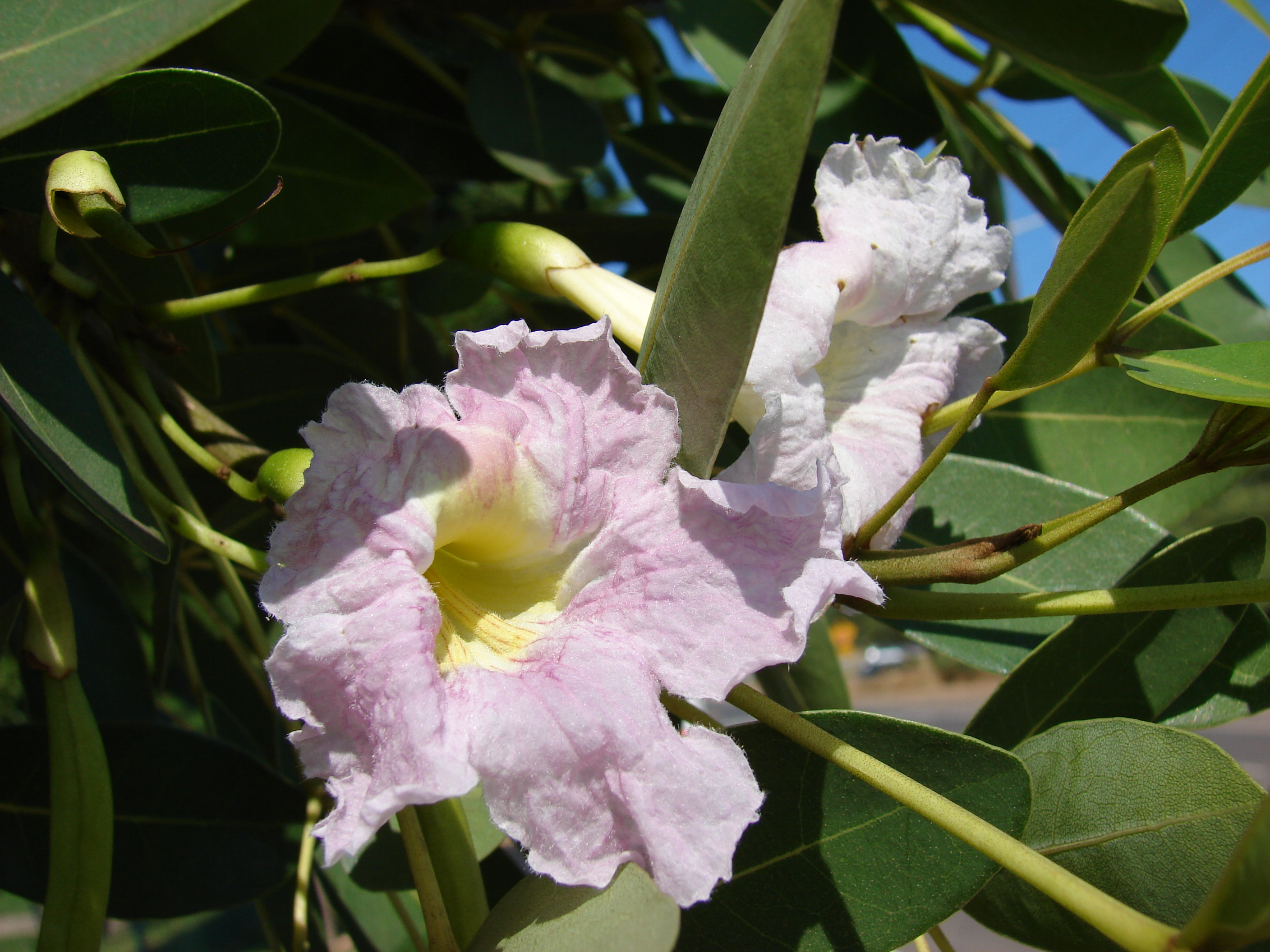
Detalle de la flor

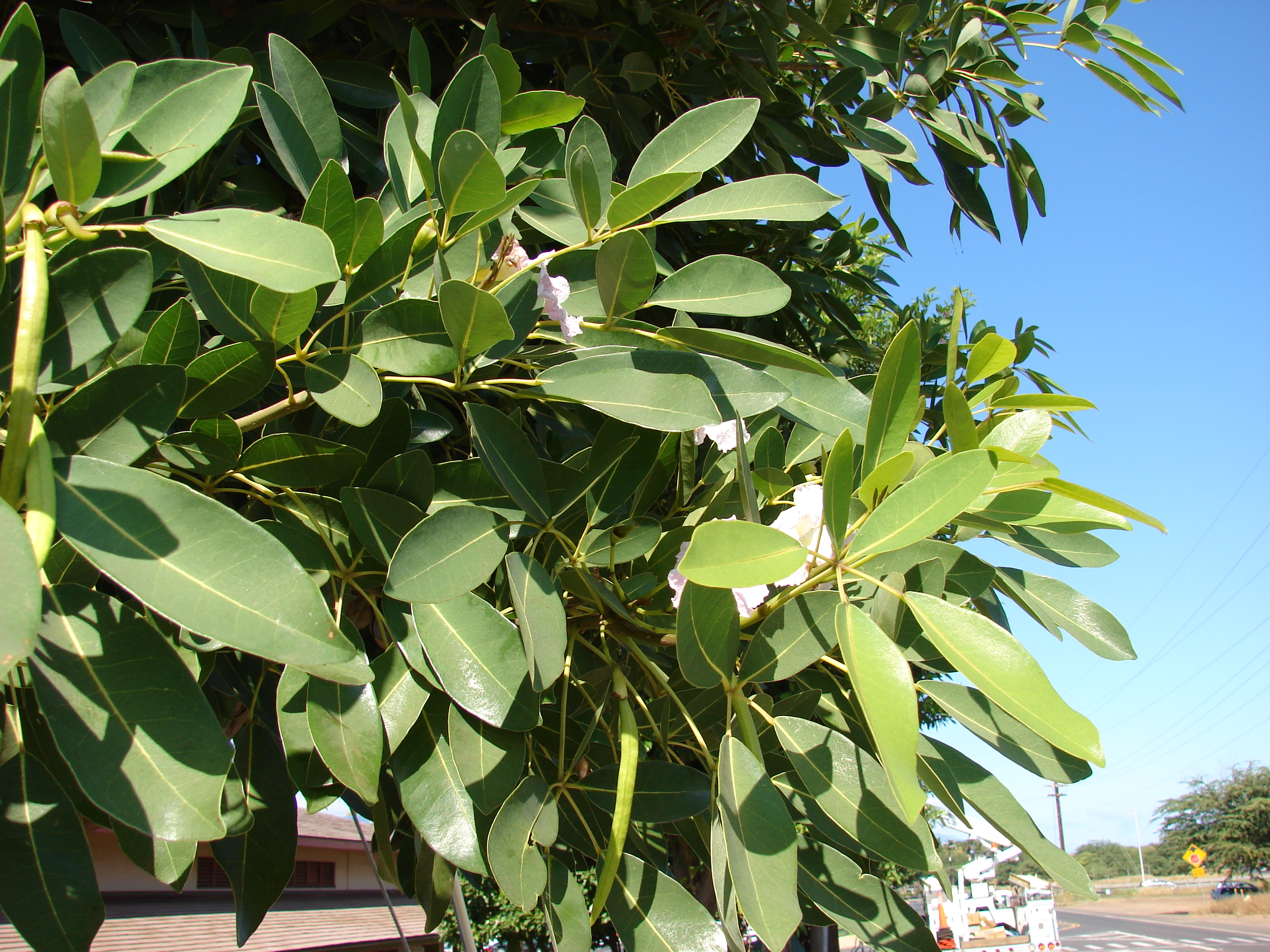
Detalle de las hojas

Tabebuia rosea, llamado comúnmente tajibo, apamate, mocoque,  matilisguate en Guatemala, maculís, macuilís, macuelizo, maquilishuat, guayacán rosado o  roble de sabana , es un árbol de la familia de las bignonáceas. Es nativo de México, Guatemala, El Salvador  y otras regiones de Centroamérica, llegando a Colombia (Villeta, Cundinamarca), Panamá, Venezuela y Perú. Es el árbol nacional de El Salvador, Se utiliza como árbol ornamental en parques, plazas y avenidas; y por su madera usada en ebanistería.

## Descripción
Árbol caducifolio que llega a medir de 6 a 10 m de altura, aunque en su hábitat nativo puede superar los 25 m. Tronco corto de corteza grisácea, algo fisurada. Hojas palmadas, compuestas de 3-5 foliolos elípticos a oblongos grandes (hasta 34 cm de largo). Las inflorescencias surgen en panículas terminales. Las flores tienen cáliz acampanado y bilabiado con pétalos rosa, lavanda o magenta. El fruto es una cápsula lineal, cilíndrica de 22-35 cm de longitud y con 7 a 10 semillas aladas. Estas alas son asimétricas e irregulares, con el fin de poder dispersarse a cierta distancia del árbol original. El cuerpo de la semilla está formado por dos pequeños discos lenticulares soldados entre sí, también asimétricos para favorecer la dispersión con el viento.
Se multiplica por semillas y es de crecimiento mediano a rápido. La polinización se da por medio de abejas y la dispersión de semillas por el viento. Florece entre febrero y abril, y fructifica entre marzo y mayo. Tiene una esperanza de vida de unos 50 años.

### Composición química
Entre los diversos fitoquímicos activos del árbol se encuentra el lapachol, un producto natural compuesto orgánico aislado de varias otras especies de Tabebuia. Químicamente, es un derivado de la naftoquinona, relacionado con la vitamina K.

## Distribución y hábitat
Se encuentra generalmente en bosques tropicales perennifolios, tropicales subcaducifolios y caducifolios. Se distribuye en México, en la vertiente del golfo de México, desde el sur de Tamaulipas, este de San Luis Potosí, norte de Puebla y Veracruz, predominando en el estado de Tabasco hasta el norte de Chiapas y sur de Quintana Roo; en la vertiente del Pacífico se extiende desde Sinaloa hasta Chiapas. En prácticamente toda Centroamérica y en la Sudamérica tropical, Venezuela, Panamá, Colombia y regiones costeras del Ecuador. También en algunas islas del Caribe, como Santo Domingo. Se pueden ver ejemplares en África, Asia y otras regiones como árbol ornamental. En España se cultiva en Canarias y puntos templados del litoral peninsular.
Requiere climas cálidos con suelos húmedos y fértiles. Crece desde el nivel del mar hasta los 1600 m s. n. m.
Se adapta a diferentes tipos de suelo, incluso los pobres; tolera la inundación estacional.[cita requerida] Se desarrolla en forma óptima con temperaturas entre 20 a 27 °C y zonas con precipitaciones entre 1500 y 1500 mm. Prefiere un PH entre 5.5 - 7, tolerando 4.5 - 8.5. Las ramas se rompen con los fuertes vientos por lo que requiere posiciones protegidas. Esta especie a veces puede ser invasor, ya que es muy utilizado como ornamental y cultivado por su madera, sus semillas son dispersadas por el viento y tiene un rápido crecimiento.

## Historia
En varios países y regiones se le considera árbol insignia, en la República de El Salvador es su árbol nacional por Decreto Legislativo N.º 44 del 26 de junio de 1939 junto al bálsamo. En Venezuela es el árbol emblemático del estado Cojedes. En Colombia es el árbol insignia de Barranquilla y de Ibagué. En Nicaragua es el árbol departamental de Managua. En Costa Rica es árbol insignia de Santa Ana y es el símbolo del Cantón de San Carlos según acuerdo #3 del acta 91 del 17 de septiembre de 1996 Símbolos del Cantón, En San Pedro Sula Honduras este árbol es insignia para la ciudad, el cual le indica a los sampedranos el final del invierno (lluvias) y que se próxima el verano.

## Usos
Se utiliza como planta ornamental  y para dar sombra, además es apreciada por su madera para la fabricación de muebles finos y carpintería.  La especie se utiliza en agrosilvicultura, como cerco vivo y asociado con plantaciones de café, yuca, maíz y cacao.

### Planta ornamental
Esta es empleada como planta ornamental en los parques y plazas de El Salvador y entre otros países, pero también el maquilishuat o apamate se puede usar para hacer bonsáis.

### Madera
La madera es utilizada en diseño de interiores de muebles finos, pisos, gabinetes, chapas decorativas, construcción de botes, ebanistería, ruedas para carretas, artesanías, cajas y embalajes. Es utilizada como ornamental, en parques, jardines y linderos de propiedades. Asimismo es utilizada como planta de sombra de cultivos en las zonas bajas de la región tropical.

Tiene duramen blanco o gris (pardo rosado claro), uniforme. Albura similar al color del duramen. Su peso específico es de 0,5–0,6 g/cm³; los vasos son de porosidad difusa; agrupados en grupos radiales cortos (de 2–3 vasos). Dos clases distintas de diámetro de vasos ausentes. Promedio del diámetro tangencial de los vasos: 85–140 µm. Promedio del número de vasos/mm²: 13–22. Promedio del largo de los elementos vasculares: 332–386 µm. Placas de perforación simples. Punteaduras intervasculares alternas, promedio del diámetro (vertical) de las punteaduras intervasculares: 3–6 µm. Punteaduras radiovasculares con aréolas distintas, similares a las punteaduras intervasculares. Engrosamientos en espiral ausentes. Los radios por mm: 18–19, radios multiseriados con 2–4 células de ancho. Radios compuestos por un solo tipo de células (homocelulares); células de los radios homocelulares procumbentes.
Tiene estructura estratificada, todos los radios estratificados, parénquima axial estratificado, elementos de vasos estratificados, fibras estratificadas. Dispone los estratos regulares (horizontal o recto), o irregular. Número de estratos por mm axial 3–4. No tiene canales intercelulares. Cristales muy esporádicamente, observados apenas en algunas muestras. Sin sílica. El duramen no fluorescente. Extracto acuoso fluorescente, o no fluorescente (azul); básicamente amarillo o tonalidades de amarillo (amarillo claro).

### Medicinal
La infusión de las hojas se utiliza como febrífugo. La corteza cocida se utiliza con la creencia que puede tratar la diabetes, paludismo, tifoidea y parásitos; sin embargo no hay evidencia médica que respalde estos usos.[cita requerida] La corteza es usada con supuestos fines medicinales como agente anti-cáncer, anti-hongos y antiviral y para promover la cicatrización. Los extractos de la corteza son usados por curanderos con la creencia que puede tratar mordidas de serpientes. El lapachol compuesto químico que se encuentra en la planta ha sido estudiado como un posible tratamiento para algunos tipos de cáncer, el potencial de lapachol ahora se considera bajo, debido a sus efectos tóxicos secundarios. El lapachol también tiene efectos antimalaria y antipanasomal.

## Taxonomía
Tabebuia rosea fue descrita por (Bertol.) Bertero ex A.DC. y publicada en Prodromus Systematis Naturalis Regni Vegetabilis 9: 215. 1845. Pertenece a la familia Bignoniaceae principalmente neotropical y al género  Tabebuia, con cerca de 100 especies de árboles de América tropical.
Etimología
Tabebuia: nombre genérico que proviene de su nombre vernáculo brasileño tabebuia, o taiaveruia; la palabra es una contracción de “tacyba bebuya” que significa madera de hormiga, debido a las hormigas que viven en algunas especies de Tabebuia.
rósea: epíteto latíno que significa (‘color rojo’), por sus flores.
Sinonimia
- Bignonia fluviatilis G.Mey.
- Couralia rosea (Bertol.) Donn.Sm.
- Sparattosperma roseum (Bertol.) Miers
- Tabebuia mexicana (Mart. ex DC.) Hemsl.
- Tabebuia pentaphylla var. leucoxylon Kuntze
- Tabebuia pentaphylla var. normalis Kuntze
- Tabebuia punctatissima (Kraenzl.) Standl.
- Tecoma mexicana Mart. ex DC.
- Tecoma punctatissima Kraenzl.
- Tecoma rosea Bertol. basónimo[17]

## Nombres comunes
- México: amapa rosa, macuili rosa, palo de rosa[18] y macuili morado.
- Venezuela: apamate, orumo,[2] guayacán rosado, lapacho rosado.
- Colombia: flormorado, guayacán rosado, ocobo, roble morado, roble rosado,[1] cañaguate, rosa morada.
- Panamá: roble de sabana.
- Honduras: macuelizo.[1]
- El Salvador: maquilishuat, matilisguate, palo de rosa.[19]
- Guatemala: matilisguate, matilizhuate.[1]
- Costa Rica y Nicaragua: roble de sabana.
- República Dominicana: roble rosado.